# Červený Hrádek (Pilzno)
Červený Hrádek – część ustawowego miasta Pilzna, położona w jego w północno-wschodniej części. Leży na terenie gminy katastralnej Pilzno 4.